# Bunuri mobile din domeniul numismatică clasate în patrimoniul cultural național al României aflate în județul Iași
Acestă listă conține bunurile mobile din domeniul numismatică clasate în Patrimoniul cultural național al României aflate la momentul clasării în județul Iași.

## Tezaur
| Foto | Informații generale                 | Detalii tehnice | Descriere | Deținător                          | Legături |
| ---- | ----------------------------------- | --- | --- | ---------------------------------- | -------- |
|      | Monedă dacică de tip Huși-Vovriești | Datare: 2/2 sec. III a.Chr. - 1/2 sec. II a.Chr. Școală: Dacic Descoperit: jud. Vaslui, com. Băcești, Vovriești, În Cier Material: AR | Descriere avers: Capul lui Zeus spre dreapta Descriere revers: Cal și călăreț spre dreapta | Muzeul de Istorie a Moldovei, Iași | Cimec    |
|      | Monedă dacică de tip Huși-Vovriești | Datare: 2/2 sec. III a.Chr. - 1/2 sec. II a.Chr. Școală: Dacic Descoperit: jud. Vaslui, com. Băcești, Vovriești, În Cier Material: AR | Descriere avers: Capul lui Zeus spre dreapta Descriere revers: Călăreț și cal spre dreapta | Muzeul de Istorie a Moldovei, Iași | Cimec    |
|      | Monedă dacică de tip Huși-Vovriești | Datare: 2/2 sec. III a.Chr. - 1/2 sec. II a.Chr. Școală: Dacic Descoperit: jud. Vaslui, com. Băcești, Vovriești, În Cier Material: AR | Descriere avers: Capul lui Zeus spre dreapta Descriere revers: Călăreț și cal spre dreapta | Muzeul de Istorie a Moldovei, Iași | Cimec    |
|      | Monedă dacică de tip Huși-Vovriești | Datare: 2/2 sec. III a.Chr. - 1/2 sec. II a.Chr. Școală: Dacic Descoperit: jud. Vaslui, com. Băcești, Vovriești, În Cier Material: AR | Descriere avers: Capul lui Zeus spre dreapta Descriere revers: Călăreț și cal spre dreapta; fragmente din legendă | Muzeul de Istorie a Moldovei, Iași | Cimec    |
|      | Monedă dacică de tip Huși-Vovriești | Datare: 2/2 sec. III a.Chr. - 1/2 sec. II a.Chr. Școală: Dacic Descoperit: jud. Vaslui, com. Băcești, Vovriești, În Cier Material: AR | Descriere avers: Capul lui Zeus spre dreapta; tocit Descriere revers: Călăreț și cal spre dreapta; în stânga călărețului șters fragmente din legendă | Muzeul de Istorie a Moldovei, Iași | Cimec    |
|      | Monedă dacică de tip Huși-Vovriești | Datare: 2/2 sec. III a.Chr. - 1/2 sec. II a.Chr. Școală: Dacic Descoperit: jud. Vaslui, com. Băcești, Vovriești, În Cier Material: AR | Descriere avers: Capul lui Zeus cu barbă spre dreapta; stilizat Descriere revers: Călăreț și cal spre dreapta; tocită | Muzeul de Istorie a Moldovei, Iași | Cimec    |
|      | Monedă dacică de tip Huși-Vovriești | Datare: 2/2 sec. III a.Chr. - 1/2 sec. II a.Chr. Școală: Dacic Descoperit: jud. Vaslui, com. Băcești, Vovriești, În Cier Material: AR | Descriere avers: Capul lui Zeus spre dreapta Descriere revers: Călăreț și cal spre dreapta | Muzeul de Istorie a Moldovei, Iași | Cimec    |
|      | Monedă dacică de tip Huși-Vovriești | Datare: 2/2 sec. III a.Chr. - 1/2 sec. II a.Chr. Școală: Dacic Descoperit: jud. Vaslui, com. Băcești, Vovriești, În Cier Material: AR | Descriere avers: Capul lui Zeus spre dreapta redat stilizat; tocit Descriere revers: Călăreț și cal spre dreapta | Muzeul de Istorie a Moldovei, Iași | Cimec    |
|      | Monedă dacică de tip Huși-Vovriești | Datare: 2/2 sec. III a.Chr. - 1/2 sec. II a.Chr. Școală: Dacic Descoperit: jud. Vaslui, com. Băcești, Vovriești, În Cier Material: AR | Descriere avers: Capul lui Zeus spre dreapta Descriere revers: Călăreț și cal spre dreapta | Muzeul de Istorie a Moldovei, Iași | Cimec    |
|      | Monedă dacică de tip Huși-Vovriești | Datare: 2/2 sec. III a.Chr. - 1/2 sec. II a.Chr. Școală: Dacic Descoperit: jud. Vaslui, com. Băcești, Vovriești, În Cier Material: AR | Descriere avers: Capul lui Zeus spre dreapta, foarte stilizat Descriere revers: Călăreț și cal în galop spre dreapta, foarte sterse | Muzeul de Istorie a Moldovei, Iași | Cimec    |
|      | Monedă dacică de tip Huși-Vovriești | Datare: 2/2 sec. III a.Chr. - 1/2 sec. II a.Chr. Școală: Dacic Descoperit: jud. Vaslui, com. Băcești, Vovriești, În Cier Material: AR | Descriere avers: Capul lui Zeus spre dreapta Descriere revers: Călăreț și cal spre stânga | Muzeul de Istorie a Moldovei, Iași | Cimec    |
|      | Monedă dacică de tip Huși-Vovriești | Datare: 2/2 sec. III a.Chr. - 1/2 sec. II a.Chr. Școală: Dacic Descoperit: jud. Vaslui, com. Băcești, Vovriești, În Cier Material: AR | Descriere avers: Capul lui Zeus spre dreapta; foarte șters și slab imprimat Descriere revers: Călăreț și cal spre stânga; sub cal o stea cu opt raze; coama calului perlată | Muzeul de Istorie a Moldovei, Iași | Cimec    |
|      | Monedă dacică de tip Huși-Vovriești | Datare: 2/2 sec. III a.Chr. - 1/2 sec. II a.Chr. Școală: Dacic Descoperit: jud. Vaslui, com. Băcești, Vovriești, În Cier Material: AR | Descriere avers: Capul lui Zeus spre dreapta Descriere revers: Călăreț și cal spre dreapta | Muzeul de Istorie a Moldovei, Iași | Cimec    |
|      | Monedă dacică de tip Huși-Vovriești | Datare: 2/2 sec. III a.Chr. - 1/2 sec. II a.Chr. Școală: Dacic Descoperit: jud. Vaslui, com. Băcești, Vovriești, În Cier Material: AR | Descriere avers: Capul lui Zeus spre dreapta Descriere revers: Călăreț și cal spre dreapta | Muzeul de Istorie a Moldovei, Iași | Cimec    |
|      | Monedă dacică de tip Huși-Vovriești | Datare: 2/2 sec. III a.Chr. - 1/2 sec. II a.Chr. Școală: Dacic Descoperit: jud. Vaslui, com. Băcești, Vovriești, În Cier Material: AR | Descriere avers: Capul lui Zeus spre dreapta Descriere revers: Călăreț și cal spre stânga | Muzeul de Istorie a Moldovei, Iași | Cimec    |
|      | Monedă dacică de tip Huși-Vovriești | Datare: 2/2 sec. III a.Chr. - 1/2 sec. II a.Chr. Școală: Dacic Descoperit: jud. Vaslui, com. Băcești, Vovriești, În Cier Material: AR | Descriere avers: Capul lui Zeus spre dreapta Descriere revers: Călăreț și cal spre dreapta | Muzeul de Istorie a Moldovei, Iași | Cimec    |
|      | Monedă dacică de tip Huși-Vovriești | Datare: 2/2 sec. III a.Chr. - 1/2 sec. II a.Chr. Școală: Dacic Descoperit: jud. Vaslui, com. Băcești, Vovriești, În Cier Material: AR | Descriere avers: Capul lui Zeus spre dreapta Descriere revers: Călăreț și cal spre dreapta; legendă putin lizibilă | Muzeul de Istorie a Moldovei, Iași | Cimec    |
|      | Monedă dacică de tip Huși-Vovriești | Datare: 2/2 sec. III a.Chr. - 1/2 sec. II a.Chr. Școală: Dacic Descoperit: jud. Vaslui, com. Băcești, Vovriești, În Cier Material: AR | Descriere avers: Capul lui Zeus spre dreapta Descriere revers: Călăreț și cal spre dreapta | Muzeul de Istorie a Moldovei, Iași | Cimec    |
|      | Monedă dacică de tip Huși-Vovriești | Datare: 2/2 sec. III a.Chr. - 1/2 sec. II a.Chr. Școală: Dacic Descoperit: jud. Vaslui, com. Băcești, Vovriești, În Cier Material: AR | Descriere avers: Capul lui Zeus spre dreapta Descriere revers: Călăreț și cal spre stânga | Muzeul de Istorie a Moldovei, Iași | Cimec    |
|      | Monedă dacică de tip Huși-Vovriești | Datare: 2/2 sec. III a.Chr. - 1/2 sec. II a.Chr. Școală: Dacic Descoperit: jud. Vaslui, com. Băcești, Vovriești, În Cier Material: AR | Descriere avers: Capul lui Zeus spre dreapta Descriere revers: Călăreț și cal spre dreapta | Muzeul de Istorie a Moldovei, Iași | Cimec    |
|      | Monedă dacică de tip Huși-Vovriești | Datare: 2/2 sec. III a.Chr. - 1/2 sec. II a.Chr. Școală: Dacic Descoperit: jud. Vaslui, com. Băcești, Vovriești, În Cier Material: AR | Descriere avers: Capul lui Zeus spre dreapta Descriere revers: Călăreț și cal spre dreapta | Muzeul de Istorie a Moldovei, Iași | Cimec    |
|      | Monedă dacică de tip Huși-Vovriești | Datare: 2/2 sec. III a.Chr. - 1/2 sec. II a.Chr. Școală: Dacic Descoperit: jud. Vaslui, com. Băcești, Vovriești, În Cier Material: AR | Descriere avers: Capul lui Zeus spre dreapta Descriere revers: Călăreț și cal în galop spre dreapta | Muzeul de Istorie a Moldovei, Iași | Cimec    |
|      | Monedă dacică de tip Huși-Vovriești | Datare: 2/2 sec. III a.Chr. - 1/2 sec. II a.Chr. Școală: Dacic Descoperit: jud. Vaslui, com. Băcești, Vovriești, În Cier Material: AR | Descriere avers: Capul lui Zeus cu barbă; sub nas două globule; spre dreapta Descriere revers: Călăreț și cal spre stânga | Muzeul de Istorie a Moldovei, Iași | Cimec    |
|      | Monedă dacică de tip Huși-Vovriești | Datare: 2/2 sec. III a.Chr. - 1/2 sec. II a.Chr. Școală: Dacic Descoperit: jud. Vaslui, com. Băcești, Vovriești, În Cier Material: AR | Descriere avers: Capul lui Zeus spre dreapta Descriere revers: Călăreț și cal spre dreapta | Muzeul de Istorie a Moldovei, Iași | Cimec    |
|      | Monedă dacică de tip Huși-Vovriești | Datare: 2/2 sec. III a.Chr. - 1/2 sec. II a.Chr. Școală: Dacic Descoperit: jud. Vaslui, com. Băcești, Vovriești, În Cier Material: AR | Descriere avers: Capul lui Zeus spre dreapta Descriere revers: Călăreț și cal spre dreapta | Muzeul de Istorie a Moldovei, Iași | Cimec    |
|      | Monedă dacică de tip Huși-Vovriești | Datare: 2/2 sec. III a.Chr. - 1/2 sec. II a.Chr. Școală: Dacic Descoperit: jud. Vaslui, com. Băcești, Vovriești, În Cier Material: AR | Descriere avers: Capul lui Zeus spre dreapta; relieful slab imprimat Descriere revers: Călăreț cu calul în galop spre dreapta; relief slab imprimat; două tăieturi | Muzeul de Istorie a Moldovei, Iași | Cimec    |
|      | Monedă dacică de tip Huși-Vovriești | Datare: 2/2 sec. III a.Chr. - 1/2 sec. II a.Chr. Școală: Dacic Descoperit: jud. Vaslui, com. Băcești, Vovriești, În Cier Material: AR | Descriere avers: Capul lui Zeus cu barbă, mult stilizat; la gură o globulă Descriere revers: Călăreț și cal în galop spre dreapta; o tăietură sub cal | Muzeul de Istorie a Moldovei, Iași | Cimec    |
|      | Monedă dacică de tip Huși-Vovriești | Datare: 2/2 sec. III a.Chr. - 1/2 sec. II a.Chr. Școală: Dacic Descoperit: jud. Vaslui, com. Băcești, Vovriești, În Cier Material: AR | Descriere avers: Capul lui Zeus cu barbă și cunună de lauri spre dreapta, stilizat, cu buzele redate prin două globule Descriere revers: Călăreț și cal în galop spre dreapta; sub cal un simbol. Două incizii groase. | Muzeul de Istorie a Moldovei, Iași | Cimec    |
|      | Monedă dacică de tip Huși-Vovriești | Datare: 2/2 sec. III a.Chr. - 1/2 sec. II a.Chr. Școală: Dacic Descoperit: jud. Vaslui, com. Băcești, Vovriești, În Cier Material: AR | Descriere avers: Capul lui Zeus spre dreapta cu buzele redate prin două globule Descriere revers: Călăreț și cal spre dreapta; pe crupă o contramarcă; trei tăieturi | Muzeul de Istorie a Moldovei, Iași | Cimec    |
|      | Monedă dacică de tip Huși-Vovriești | Datare: 2/2 sec. III a.Chr. - 1/2 sec. II a.Chr. Școală: Dacic Descoperit: jud. Vaslui, com. Băcești, Vovriești, În Cier Material: AR | Descriere avers: Capul lui Zeus spre dreapta, ceva mai stilizat Descriere revers: Călăreț și cal spre dreapta; o contramarcă circulară și o tăietură | Muzeul de Istorie a Moldovei, Iași | Cimec    |
|      | Monedă dacică de tip Huși-Vovriești | Datare: 2/2 sec. III a.Chr. - 1/2 sec. II a.Chr. Școală: Dacic Descoperit: jud. Vaslui, com. Băcești, Vovriești, În Cier Material: AR | Descriere avers: Capul lui Zeus cu barbă și cunună de lauri spre dreapta, mult stilizat și mai puțin clar Descriere revers: Călăreț și cal în galop spre dreapta; ține o ramură și frâul. Imaginea ștearsă. Moneda prezintă pe revers o tăietură adâncă, făcută cu dalta, ce străpunge moneda pe aproape toată grosimea ei. | Muzeul de Istorie a Moldovei, Iași | Cimec    |
|      | Monedă dacică de tip Huși-Vovriești | Datare: 2/2 sec. III a.Chr. - 1/2 sec. II a.Chr. Școală: Dacic Descoperit: jud. Vaslui, com. Băcești, Vovriești, În Cier Material: AR | Descriere avers: Capul lui Zeus cu barbă spre dreapta Descriere revers: Călăreț și cal spre dreapta | Muzeul de Istorie a Moldovei, Iași | Cimec    |
|      | Monedă dacică de tip Huși-Vovriești | Datare: 2/2 sec. III a.Chr. - 1/2 sec. II a.Chr. Școală: Dacic Descoperit: jud. Vaslui, com. Băcești, Vovriești, În Cier Material: AR | Descriere avers: Capul lui Zeus spre dreapta Descriere revers: Călăreț și cal spre dreapta; reversul mult tocit. O contramarcă și trei tăieturi. | Muzeul de Istorie a Moldovei, Iași | Cimec    |
|      | Monedă dacică de tip Huși-Vovriești | Datare: 2/2 sec. III a.Chr. - 1/2 sec. II a.Chr. Școală: Dacic Descoperit: jud. Vaslui, com. Băcești, Vovriești, În Cier Material: AR | Descriere avers: Capul lui Zeus spre dreapta Descriere revers: Călăreț și cal spre dreapta, foarte șters; o contramarcă și două tăieturi | Muzeul de Istorie a Moldovei, Iași | Cimec    |
|      | Monedă dacică de tip Huși-Vovriești | Datare: 2/2 sec. III a.Chr. - 1/2 sec. II a.Chr. Școală: Dacic Descoperit: jud. Vaslui, com. Băcești, Vovriești, În Cier Material: AR | Descriere avers: Capul lui Zeus spre dreapta cu două globule spre dreapta Descriere revers: Călăreț și cal spre dreapta; sub botul calului două globule; pe picioarele dinapoi o contramarcă și în câmp două tăieturi | Muzeul de Istorie a Moldovei, Iași | Cimec    |
|      | Monedă dacică de tip Huși-Vovriești | Datare: 2/2 sec. III a.Chr. - 1/2 sec. II a.Chr. Școală: Dacic Descoperit: jud. Vaslui, com. Băcești, Vovriești, În Cier Material: AR | Descriere avers: Capul lui Zeus cu barbă, reliefat; la gură o singură globulă Descriere revers: Călăreț și cal în galop spre dreapta, mult stilizat; două tăieturi oblice | Muzeul de Istorie a Moldovei, Iași | Cimec    |
|      | Monedă dacică de tip Huși-Vovriești | Datare: 2/2 sec. III a.Chr. - 1/2 sec. II a.Chr. Școală: Dacic Descoperit: jud. Vaslui, com. Băcești, Vovriești, În Cier Material: AR | Descriere avers: Capul lui Zeus cu barbă și cunună de lauri spre dreapta, stilizat Descriere revers: Călăreț și cal în galop spre dreapta; două tăieturi | Muzeul de Istorie a Moldovei, Iași | Cimec    |
|      | Monedă dacică de tip Huși-Vovriești | Datare: 2/2 sec. III a.Chr. - 1/2 sec. II a.Chr. Școală: Dacic Descoperit: jud. Vaslui, com. Băcești, Vovriești, În Cier Material: AR | Descriere avers: Capul lui Zeus spre dreapta Descriere revers: Călăreț și cal în galop spre dreapta; între picioarele din față ale calului o rozetă; sub cal o tăietură fără contramarcă | Muzeul de Istorie a Moldovei, Iași | Cimec    |
|      | Monedă dacică de tip Huși-Vovriești | Datare: 2/2 sec. III a.Chr. - 1/2 sec. II a.Chr. Școală: Dacic Descoperit: jud. Vaslui, com. Băcești, Vovriești, În Cier Material: AR | Descriere avers: Capul lui Zeus cu barbă, stilizat Descriere revers: Călăreț și cal în galop spre dreapta. Sub cal un semn și o contramarcă circulară, iar pe crupă o a doua contramarcă în formă de mână ?; deasupra o tăietură.                                                                                           | Muzeul de Istorie a Moldovei, Iași | Cimec    |
|      | Monedă dacică de tip Huși-Vovriești | Datare: 2/2 sec. III a.Chr. - 1/2 sec. II a.Chr. Școală: Dacic Descoperit: jud. Vaslui, com. Băcești, Vovriești, În Cier Material: AR | Descriere avers: Capul lui Zeus cu barbă și cunună de lauri spre dreapta, mult stilizat. Bărbia proeminentă. Descriere revers: Călăreț și cal în galop spre dreapta; ține o ramură și frâul. Urme de legendă și două tăieturi, una fiind foarte la suprafață.                                                               | Muzeul de Istorie a Moldovei, Iași | Cimec    |
|      | Monedă dacică de tip Huși-Vovriești | Datare: 2/2 sec. III a.Chr. - 1/2 sec. II a.Chr. Școală: Dacic Descoperit: jud. Vaslui, com. Băcești, Vovriești, În Cier Material: AR | Descriere avers: Capul lui Zeus cu barbă și cunună de lauri spre dreapta. Are o tăietură și trei contramărci, cu X în cerc, fiecare altă variantă Descriere revers: Călăreț și cal în galop spre dreapta; ține o ramură și frâul. Relieful mai șters, fără contramărci și numai cu o tăietură.                              | Muzeul de Istorie a Moldovei, Iași | Cimec    |
|      | Monedă dacică de tip Huși-Vovriești | Datare: 2/2 sec. III a.Chr. - 1/2 sec. II a.Chr. Școală: Dacic Descoperit: jud. Vaslui, com. Băcești, Vovriești, În Cier Material: AR | Descriere avers: Capul lui Zeus spre dreapta Descriere revers: Călăreț și cal spre dreapta; două tăieturi | Muzeul de Istorie a Moldovei, Iași | Cimec    |
|      | Monedă dacică de tip Huși-Vovriești | Datare: 2/2 sec. III a.Chr. - 1/2 sec. II a.Chr. Școală: Dacic Descoperit: jud. Vaslui, com. Băcești, Vovriești, În Cier Material: AR | Descriere avers: Capul lui Zeus spre dreapta stilizat Descriere revers: Călăreț și cal spre dreapta; o tăietură și trei contramărci | Muzeul de Istorie a Moldovei, Iași | Cimec    |
|      | Monedă dacică de tip Huși-Vovriești | Datare: 2/2 sec. III a.Chr. - 1/2 sec. II a.Chr. Școală: Dacic Descoperit: jud. Vaslui, com. Băcești, Vovriești, În Cier Material: AR | Descriere avers: Capul lui Zeus spre dreapta Descriere revers: Călăreț și cal spre dreapta; o singură contramarcă sub cal | Muzeul de Istorie a Moldovei, Iași | Cimec    |
|      | Monedă dacică de tip Huși-Vovriești | Datare: 2/2 sec. III a.Chr. - 1/2 sec. II a.Chr. Școală: Dacic Descoperit: jud. Vaslui, com. Băcești, Vovriești, În Cier Material: AR | Descriere avers: Capul lui Zeus spre dreapta Descriere revers: Călăreț și cal în galop spre dreapta; o tăietură și o contramarcă; reliefurile mult șterse | Muzeul de Istorie a Moldovei, Iași | Cimec    |
|      | Monedă dacică de tip Huși-Vovriești | Datare: 2/2 sec. III a.Chr. - 1/2 sec. II a.Chr. Școală: Dacic Descoperit: jud. Vaslui, com. Băcești, Vovriești, În Cier Material: AR | Descriere avers: Capul lui Zeus cu barbă și cunună de lauri spre dreapta, mult stilizat; buzele redate prin două globule Descriere revers: Călăreț și cal spre stânga | Muzeul de Istorie a Moldovei, Iași | Cimec    |
|      | Monedă dacică de tip Huși-Vovriești | Datare: 2/2 sec. III a.Chr. - 1/2 sec. II a.Chr. Școală: Dacic Descoperit: jud. Vaslui, com. Băcești, Vovriești, În Cier Material: AR | Descriere avers: Capul lui Zeus spre dreapta Descriere revers: Călăreț și cal în galop spre dreapta; o singură tăietură | Muzeul de Istorie a Moldovei, Iași | Cimec    |
|      | Monedă dacică de tip Huși-Vovriești | Datare: 2/2 sec. III a.Chr. - 1/2 sec. II a.Chr. Școală: Dacic Descoperit: jud. Vaslui, com. Băcești, Vovriești, În Cier Material: AR | Descriere avers: Capul lui Zeus spre dreapta Descriere revers: Călăreț și cal spre dreapta; urme de legendă sus; o tăietură oblică | Muzeul de Istorie a Moldovei, Iași | Cimec    |
|      | Monedă dacică de tip Huși-Vovriești | Datare: 2/2 sec. III a.Chr. - 1/2 sec. II a.Chr. Școală: Dacic Descoperit: jud. Vaslui, com. Băcești, Vovriești, În Cier Material: AR | Descriere avers: Capul lui Zeus spre dreapta Descriere revers: Călăreț și cal spre dreapta; o contramarcă și o tăietură | Muzeul de Istorie a Moldovei, Iași | Cimec    |
|      | Monedă dacică de tip Huși-Vovriești | Datare: 2/2 sec. III a.Chr. - 1/2 sec. II a.Chr. Școală: Dacic Descoperit: jud. Vaslui, com. Băcești, Vovriești, În Cier Material: AR | Descriere avers: Capul lui Zeus spre dreapta, cu barbă; buzele reprezentate prin două globule Descriere revers: Călăreț și cal spre dreapta, dar cu urme din legendă; două contramărci pe cal și două tăieturi | Muzeul de Istorie a Moldovei, Iași | Cimec    |
|      | Monedă dacică de tip Huși-Vovriești | Datare: 2/2 sec. III a.Chr. - 1/2 sec. II a.Chr. Școală: Dacic Descoperit: jud. Vaslui, com. Băcești, Vovriești, În Cier Material: AR | Descriere avers: Capul lui Zeus spre dreapta Descriere revers: Călăreț și cal spre dreapta; două contramărci și patru tăieturi. | Muzeul de Istorie a Moldovei, Iași | Cimec    |
|      | Monedă dacică de tip Huși-Vovriești | Datare: 2/2 sec. III a.Chr. - 1/2 sec. II a.Chr. Școală: Dacic Descoperit: jud. Vaslui, com. Băcești, Vovriești, În Cier Material: AR | Descriere avers: Capul lui Zeus spre dreapta Descriere revers: Cal spre dreapta, coama calului lipsă, călărețul complet dispărut; trei tăieturi | Muzeul de Istorie a Moldovei, Iași | Cimec    |
|      | Monedă dacică de tip Huși-Vovriești | Datare: 2/2 sec. III a.Chr. - 1/2 sec. II a.Chr. Școală: Dacic Descoperit: jud. Vaslui, com. Băcești, Vovriești, În Cier Material: AR | Descriere avers: Capul lui Zeus spre dreapta Descriere revers: Călăreț și cal în galop spre dreapta; urme de legendă stilizate, o singură tăietură | Muzeul de Istorie a Moldovei, Iași | Cimec    |
|      | Monedă dacică de tip Huși-Vovriești | Datare: 2/2 sec. III a.Chr. - 1/2 sec. II a.Chr. Școală: Dacic Descoperit: jud. Vaslui, com. Băcești, Vovriești, În Cier Material: AR | Descriere avers: Capul lui Zeus cu barbă spre dreapta Descriere revers: Călăreț și cal spre dreapta; două tăieturi | Muzeul de Istorie a Moldovei, Iași | Cimec    |
|      | Monedă dacică de tip Huși-Vovriești | Datare: 2/2 sec. III a.Chr. - 1/2 sec. II a.Chr. Școală: Dacic Descoperit: jud. Vaslui, com. Băcești, Vovriești, În Cier Material: AR | Descriere avers: Capul lui Zeus mult barbarizat și mai șters Descriere revers: Cal spre stânga, relieful mult tocit; două contramărci și două tăieturi. Moneda are o proeminență pe margine | Muzeul de Istorie a Moldovei, Iași | Cimec    |
|      | Monedă dacică de tip Huși-Vovriești | Datare: 2/2 sec. III a.Chr. - 1/2 sec. II a.Chr. Școală: Dacic Descoperit: jud. Vaslui, com. Băcești, Vovriești, În Cier Material: AR | Descriere avers: Capul lui Zeus spre dreapta Descriere revers: Călăreț și cal spre dreapta, șterse în partea de jos; patru contramărci aplicate pe cal și o tăietură | Muzeul de Istorie a Moldovei, Iași | Cimec    |
|      | Monedă dacică de tip Huși-Vovriești | Datare: 2/2 sec. III a.Chr. - 1/2 sec. II a.Chr. Școală: Dacic Descoperit: jud. Vaslui, com. Băcești, Vovriești, În Cier Material: AR | Descriere avers: Capul lui Zeus spre dreapta stilizat Descriere revers: Călăreț și cal spre dreapta, tociți; două contramărci și patru tăieturi diferite | Muzeul de Istorie a Moldovei, Iași | Cimec    |
|      | Monedă dacică de tip Huși-Vovriești | Datare: 2/2 sec. III a.Chr. - 1/2 sec. II a.Chr. Școală: Dacic Descoperit: jud. Vaslui, com. Băcești, Vovriești, În Cier Material: AR | Descriere avers: Capul lui Zeus spre dreapta Descriere revers: Călăreț și cal în galop spre stânga; șters, cu două contramărci și două tăieturi | Muzeul de Istorie a Moldovei, Iași | Cimec    |
|      | Monedă dacică de tip Huși-Vovriești | Datare: 2/2 sec. III a.Chr. - 1/2 sec. II a.Chr. Școală: Dacic Descoperit: jud. Vaslui, com. Băcești, Vovriești, În Cier Material: AR | Descriere avers: Capul lui Zeus spre dreapta Descriere revers: Călăreț și cal spre dreapta; două contramărci circulare și o tăietură | Muzeul de Istorie a Moldovei, Iași | Cimec    |
|      | Monedă dacică de tip Huși-Vovriești | Datare: 2/2 sec. III a.Chr. - 1/2 sec. II a.Chr. Școală: Dacic Descoperit: jud. Vaslui, com. Băcești, Vovriești, În Cier Material: AR | Descriere avers: Capul lui Zeus spre dreapta Descriere revers: Călăreț și cal spre dreapta; relieful mult tocit; o singură tăietură | Muzeul de Istorie a Moldovei, Iași | Cimec    |
|      | Monedă dacică de tip Huși-Vovriești | Datare: 2/2 sec. III a.Chr. - 1/2 sec. II a.Chr. Școală: Dacic Descoperit: jud. Vaslui, com. Băcești, Vovriești, În Cier Material: AR | Descriere avers: Capul lui Zeus cu barbă și cunună spre dreapta Descriere revers: Călăreț și cal în galop spre stânga; sub cal sigla 3; sus o tăietură | Muzeul de Istorie a Moldovei, Iași | Cimec    |
|      | Monedă dacică de tip Huși-Vovriești | Datare: 2/2 sec. III a.Chr. - 1/2 sec. II a.Chr. Școală: Dacic Descoperit: jud. Vaslui, com. Băcești, Vovriești, În Cier Material: AR | Descriere avers: Capul lui Zeus spre dreapta Descriere revers: Călăreț și cal spre dreapta; două tăieturi și un semn | Muzeul de Istorie a Moldovei, Iași | Cimec    |
|      | Monedă dacică de tip Huși-Vovriești | Datare: 2/2 sec. III a.Chr. - 1/2 sec. II a.Chr. Școală: Dacic Descoperit: jud. Vaslui, com. Băcești, Vovriești, În Cier Material: AR | Descriere avers: Capul lui Zeus cu barbă, mult stilizat Descriere revers: Călăreț și cal în galop spre dreapta; două tăieturi | Muzeul de Istorie a Moldovei, Iași | Cimec    |
|      | Monedă dacică de tip Huși-Vovriești | Datare: 2/2 sec. III a.Chr. - 1/2 sec. II a.Chr. Școală: Dacic Descoperit: jud. Vaslui, com. Băcești, Vovriești, În Cier Material: AR | Descriere avers: Capul lui Zeus spre dreapta Descriere revers: Călăreț și cal spre dreapta; o singură tăietură | Muzeul de Istorie a Moldovei, Iași | Cimec    |
|      | Monedă dacică de tip Huși-Vovriești | Datare: 2/2 sec. III a.Chr. - 1/2 sec. II a.Chr. Școală: Dacic Descoperit: jud. Vaslui, com. Băcești, Vovriești, În Cier Material: AR | Descriere avers: Capul lui Zeus spre dreapta Descriere revers: Călăreț și cal în galop spre dreapta; tăietură sub cal | Muzeul de Istorie a Moldovei, Iași | Cimec    |
|      | Monedă dacică de tip Huși-Vovriești | Datare: 2/2 sec. III a.Chr. - 1/2 sec. II a.Chr. Școală: Dacic Descoperit: jud. Vaslui, com. Băcești, Vovriești, În Cier Material: AR | Descriere avers: Cap bărbătesc stilizat, cu înfățișare tânără, spre stânga Descriere revers: Călăreț și cal în galop spre dreapta; deasupra urme de legendă; sub botul calului sigla 3 și o contramarcă rozetă; sub cal o tăietură                                                                                          | Muzeul de Istorie a Moldovei, Iași | Cimec    |
|      | Monedă dacică de tip Huși-Vovriești | Datare: 2/2 sec. III a.Chr. - 1/2 sec. II a.Chr. Școală: Dacic Descoperit: jud. Vaslui, com. Băcești, Vovriești, În Cier Material: AR | Descriere avers: Capul lui Zeus spre dreapta Descriere revers: Călăreț și cal spre dreapta; trei tăieturi și două contramărci | Muzeul de Istorie a Moldovei, Iași | Cimec    |
|      | Monedă dacică de tip Huși-Vovriești | Datare: 2/2 sec. III a.Chr. - 1/2 sec. II a.Chr. Școală: Dacic Descoperit: jud. Vaslui, com. Băcești, Vovriești, În Cier              | Descriere avers: Capul lui Zeus spre dreapta Descriere revers: Călăreț și cal spre dreapta; o singură tăietură | Muzeul de Istorie a Moldovei, Iași | Cimec    |
|      | Monedă dacică de tip Huși-Vovriești | Datare: 2/2 sec. III a.Chr. - 1/2 sec. II a.Chr. Școală: Dacic Descoperit: jud. Vaslui, com. Băcești, Vovriești, În Cier Material: AR | Descriere avers: Capul lui Zeus spre dreapta Descriere revers: Călăreț și cal spre dreapta; relieful tocit, două tăieturi | Muzeul de Istorie a Moldovei, Iași | Cimec    |
|      | Monedă dacică de tip Huși-Vovriești | Datare: 2/2 sec. III a.Chr. - 1/2 sec. II a.Chr. Școală: Dacic Descoperit: jud. Vaslui, com. Băcești, Vovriești, În Cier Material: AR | Descriere avers: Capul lui Zeus spre dreapta, cu buzele redate prin două globule Descriere revers: Călăreț și cal în galop spre dreapta; o singură tăietură deasupra calului | Muzeul de Istorie a Moldovei, Iași | Cimec    |
|      | Monedă dacică de tip Huși-Vovriești | Datare: 2/2 sec. III a.Chr. - 1/2 sec. II a.Chr. Școală: Dacic Descoperit: jud. Vaslui, com. Băcești, Vovriești, În Cier Material: AR | Descriere avers: Capul lui Zeus spre dreapta Descriere revers: Călăreț și cal spre dreapta; două contramărci și două tăieturi | Muzeul de Istorie a Moldovei, Iași | Cimec    |
|      | Monedă dacică de tip Huși-Vovriești | Datare: 2/2 sec. III a.Chr. - 1/2 sec. II a.Chr. Școală: Dacic Descoperit: jud. Vaslui, com. Băcești, Vovriești, În Cier Material: AR | Descriere avers: Capul lui Zeus spre dreapta Descriere revers: Călăreț și cal în galop spre dreapta; sub botul calului un semn iar sus urme de cerc perlat; o singură tăietură în stânga | Muzeul de Istorie a Moldovei, Iași | Cimec    |
|      | Monedă dacică de tip Huși-Vovriești | Datare: 2/2 sec. III a.Chr. - 1/2 sec. II a.Chr. Școală: Dacic Descoperit: jud. Vaslui, com. Băcești, Vovriești, În Cier Material: AR | Descriere avers: Capul lui Zeus spre dreapta; mult stilizat Descriere revers: Călăreț și cal spre dreapta; trei tăieturi și o contramarcă pe crupă | Muzeul de Istorie a Moldovei, Iași | Cimec    |
|      | Monedă dacică de tip Huși-Vovriești | Datare: 2/2 sec. III a.Chr. - 1/2 sec. II a.Chr. Școală: Dacic Descoperit: jud. Vaslui, com. Băcești, Vovriești, În Cier Material: AR | Descriere avers: Capul lui Zeus spre dreapta, cu barbă Descriere revers: Călăreț și cal în galop; o singură tăietură | Muzeul de Istorie a Moldovei, Iași | Cimec    |
|      | Monedă dacică de tip Huși-Vovriești | Datare: 2/2 sec. III a.Chr. - 1/2 sec. II a.Chr. Școală: Dacic Descoperit: jud. Vaslui, com. Băcești, Vovriești, În Cier Material: AR | Descriere avers: Capul lui Zeus spre dreapta, cu relieful slab incizat Descriere revers: Călăreț și cal în galop spre dreapta; o singură tăietură | Muzeul de Istorie a Moldovei, Iași | Cimec    |
|      | Monedă dacică de tip Huși-Vovriești | Datare: 2/2 sec. III a.Chr. - 1/2 sec. II a.Chr. Școală: Dacic Descoperit: jud. Vaslui, com. Băcești, Vovriești, În Cier Material: AR | Descriere avers: Capul lui Zeus spre dreapta; sub frunte o tăietură ușoară Descriere revers: Călăreț și cal spre dreapta; două tăieturi | Muzeul de Istorie a Moldovei, Iași | Cimec    |
|      | Monedă dacică de tip Huși-Vovriești | Datare: 2/2 sec. III a.Chr. - 1/2 sec. II a.Chr. Școală: Dacic Descoperit: jud. Vaslui, com. Băcești, Vovriești, În Cier Material: AR | Descriere avers: Capul lui Zeus spre dreapta Descriere revers: Călăreț și cal spre dreapta; o tăietură sub cal | Muzeul de Istorie a Moldovei, Iași | Cimec    |
|      | Monedă dacică de tip Huși-Vovriești | Datare: 2/2 sec. III a.Chr. - 1/2 sec. II a.Chr. Școală: Dacic Descoperit: jud. Vaslui, com. Băcești, Vovriești, În Cier Material: AR | Descriere avers: Capul lui Zeus cu barbă și cunună de lauri spre dreapta Descriere revers: Călăreț și cal în galop spre dreapta; ține o ramură și frâul; sub botul calului un semn. Două tăieturi în unghi. | Muzeul de Istorie a Moldovei, Iași | Cimec    |
|      | Monedă dacică de tip Huși-Vovriești | Datare: 2/2 sec. III a.Chr. - 1/2 sec. II a.Chr. Școală: Dacic Descoperit: jud. Vaslui, com. Băcești, Vovriești, În Cier Material: AR | Descriere avers: Capul lui Zeus spre dreapta Descriere revers: Cal spre dreapta; călărețul aproape șters. O tăietură și două contramărci. | Muzeul de Istorie a Moldovei, Iași | Cimec    |
|      | Monedă dacică de tip Huși-Vovriești | Datare: 2/2 sec. III a.Chr. - 1/2 sec. II a.Chr. Școală: Dacic Descoperit: jud. Vaslui, com. Băcești, Vovriești, În Cier Material: AR | Descriere avers: Capul lui Zeus spre dreapta Descriere revers: Cal spre dreapta; relieful șters. Patru contramărci diferite și o tăietură. | Muzeul de Istorie a Moldovei, Iași | Cimec    |
|      | Monedă dacică de tip Huși-Vovriești | Datare: 2/2 sec. III a.Chr. - 1/2 sec. II a.Chr. Școală: Dacic Descoperit: jud. Vaslui, com. Băcești, Vovriești, În Cier Material: AR | Descriere avers: Capul lui Zeus spre dreapta Descriere revers: Călăreț și cal spre dreapta; o contramarcă și o singură tăietură | Muzeul de Istorie a Moldovei, Iași | Cimec    |
|      | Monedă dacică de tip Huși-Vovriești | Datare: 2/2 sec. III a.Chr. - 1/2 sec. II a.Chr. Școală: Dacic Descoperit: jud. Vaslui, com. Băcești, Vovriești, În Cier Material: AR | Descriere avers: Capul lui Zeus spre dreapta Descriere revers: Călăreț și cal în galop spre dreapta; tăietură verticală sub cal | Muzeul de Istorie a Moldovei, Iași | Cimec    |
|      | Monedă dacică de tip Huși-Vovriești | Datare: 2/2 sec. III a.Chr. - 1/2 sec. II a.Chr. Școală: Dacic Descoperit: jud. Vaslui, com. Băcești, Vovriești, În Cier Material: AR | Descriere avers: Capul lui Zeus spre dreapta Descriere revers: Călăreț și cal spre dreapta; o singură tăietură | Muzeul de Istorie a Moldovei, Iași | Cimec    |
|      | Monedă dacică de tip Huși-Vovriești | Datare: 2/2 sec. III a.Chr. - 1/2 sec. II a.Chr. Școală: Dacic Descoperit: jud. Vaslui, com. Băcești, Vovriești, În Cier Material: AR | Descriere avers: Capul lui Zeus spre dreapta Descriere revers: Călăreț și cal spre dreapta; două contramărci și două tăieturi | Muzeul de Istorie a Moldovei, Iași | Cimec    |
|      | Monedă dacică de tip Huși-Vovriești | Datare: 2/2 sec. III a.Chr. - 1/2 sec. II a.Chr. Școală: Dacic Descoperit: jud. Vaslui, com. Băcești, Vovriești, În Cier Material: AR | Descriere avers: Capul lui Zeus spre dreapta Descriere revers: Călăreț și cal spre dreapta; o contramarcă și o tăietură. Urme de legendă stilizată. | Muzeul de Istorie a Moldovei, Iași | Cimec    |
|      | Monedă dacică de tip Huși-Vovriești | Datare: 2/2 sec. III a.Chr. - 1/2 sec. II a.Chr. Școală: Dacic Descoperit: jud. Vaslui, com. Băcești, Vovriești, În Cier Material: AR | Descriere avers: Capul lui Zeus cu barbă și cunună de lauri spre dreapta, stilizat Descriere revers: Călăreț stilizat și calul în galop spre dreapta, ține o ramură și frâul. Urme de legendă; o singură tăietură. | Muzeul de Istorie a Moldovei, Iași | Cimec    |
|      | Monedă dacică de tip Huși-Vovriești | Datare: 2/2 sec. III a.Chr. - 1/2 sec. II a.Chr. Școală: Dacic Descoperit: jud. Vaslui, com. Băcești, Vovriești, În Cier Material: AR | Descriere avers: Capul lui Zeus spre dreapta; relieful șters Descriere revers: Călăreț și cal în galop spre dreapta; o tăietură și o contramarcă | Muzeul de Istorie a Moldovei, Iași | Cimec    |
|      | Monedă dacică de tip Huși-Vovriești | Datare: 2/2 sec. III a.Chr. - 1/2 sec. II a.Chr. Școală: Dacic Descoperit: jud. Vaslui, com. Băcești, Vovriești, În Cier Material: AR | Descriere avers: Capul lui Zeus spre dreapta slab imprimat Descriere revers: Călăreț și cal în galop spre dreapta. Pe cap și piept câte o contramarcă circulară. | Muzeul de Istorie a Moldovei, Iași | Cimec    |
|      | Monedă dacică de tip Huși-Vovriești | Datare: 2/2 sec. III a.Chr. - 1/2 sec. II a.Chr. Școală: Dacic Descoperit: jud. Vaslui, com. Băcești, Vovriești, În Cier Material: AR | Descriere avers: Capul lui Zeus spre dreapta, mult stilizat Descriere revers: Călăreț și cal în galop spre stânga; stilizat și puțin vizibil; urme de legendă. Tăietură deasupra calului; pe pieptul calului contramarcă triunghiulară.                                                                                     | Muzeul de Istorie a Moldovei, Iași | Cimec    |
|      | Monedă dacică de tip Huși-Vovriești | Datare: 2/2 sec. III a.Chr. - 1/2 sec. II a.Chr. Școală: Dacic Descoperit: jud. Vaslui, com. Băcești, Vovriești, În Cier Material: AR | Descriere avers: Capul lui Zeus spre dreapta Descriere revers: Călăreț și cal spre dreapta; trei contramărci și trei tăieturi | Muzeul de Istorie a Moldovei, Iași | Cimec    |
|      | Monedă dacică de tip Huși-Vovriești | Datare: 2/2 sec. III a.Chr. - 1/2 sec. II a.Chr. Școală: Dacic Descoperit: jud. Vaslui, com. Băcești, Vovriești, În Cier Material: AR | Descriere avers: Capul lui Zeus spre dreapta; stilizat Descriere revers: Cal cu o pasăre deasupra; două tăieturi | Muzeul de Istorie a Moldovei, Iași | Cimec    |
|      | Monedă dacică de tip Huși-Vovriești | Datare: 2/2 sec. III a.Chr. - 1/2 sec. II a.Chr. Școală: Dacic Descoperit: jud. Vaslui, com. Băcești, Vovriești, În Cier Material: AR | Descriere avers: Capul lui Zeus spre dreapta; capul mult mai prelung; perforație circulară a monedei Descriere revers: Relieful șters; două tăieturi și o contramarcă | Muzeul de Istorie a Moldovei, Iași | Cimec    |
|      | Monedă dacică de tip Huși-Vovriești | Datare: 2/2 sec. III a.Chr. - 1/2 sec. II a.Chr. Școală: Dacic Descoperit: jud. Vaslui, com. Băcești, Vovriești, În Cier Material: AR | Descriere avers: Capul lui Zeus spre dreapta Descriere revers: Călăreț și cal în galop spre stânga; o contramarcă (palmă) pe coapsa calului și o tăietură | Muzeul de Istorie a Moldovei, Iași | Cimec    |
|      | Monedă dacică de tip Huși-Vovriești | Datare: 2/2 sec. III a.Chr. - 1/2 sec. II a.Chr. Școală: Dacic Descoperit: jud. Vaslui, com. Băcești, Vovriești, În Cier Material: AR | Descriere avers: Capul lui Zeus spre dreapta, mult stilizat Descriere revers: Călăreț și cal spre stânga; două tăieturi și o contramarcă | Muzeul de Istorie a Moldovei, Iași | Cimec    |
|      | Monedă dacică de tip Huși-Vovriești | Datare: 2/2 sec. III a.Chr. - 1/2 sec. II a.Chr. Școală: Dacic Descoperit: jud. Vaslui, com. Băcești, Vovriești, În Cier Material: AR | Descriere avers: Capul lui Zeus spre dreapta Descriere revers: Călăreț și cal în galop spre dreapta; o singură contramarcă și o tăietură | Muzeul de Istorie a Moldovei, Iași | Cimec    |
|      | Monedă dacică de tip Huși-Vovriești | Datare: 2/2 sec. III a.Chr. - 1/2 sec. II a.Chr. Școală: Dacic Descoperit: jud. Vaslui, com. Băcești, Vovriești, În Cier Material: AR | Descriere avers: Probabil capul lui Zeus spre dreapta, dar cu înfățișare mai tânără; una din buze redată prin globulă Descriere revers: Călăreț lipsă; două tăieturi | Muzeul de Istorie a Moldovei, Iași | Cimec    |
|      | Monedă dacică de tip Huși-Vovriești | Datare: 2/2 sec. III a.Chr. - 1/2 sec. II a.Chr. Școală: Dacic Descoperit: jud. Vaslui, com. Băcești, Vovriești, În Cier Material: AR | Descriere avers: Capul lui Zeus spre dreapta Descriere revers: Călăreț și cal spre dreapta; o tăietură sub cal | Muzeul de Istorie a Moldovei, Iași | Cimec    |
|      | Monedă dacică de tip Huși-Vovriești | Datare: 2/2 sec. III a.Chr. - 1/2 sec. II a.Chr. Școală: Dacic Descoperit: jud. Vaslui, com. Băcești, Vovriești, În Cier Material: AR | Descriere avers: Capul lui Zeus spre dreapta Descriere revers: Călăreț și cal spre stânga, stilizați și tociți; o contramarcă și o tăietură | Muzeul de Istorie a Moldovei, Iași | Cimec    |
|      | Monedă dacică de tip Huși-Vovriești | Datare: 2/2 sec. III a.Chr. - 1/2 sec. II a.Chr. Școală: Dacic Descoperit: jud. Vaslui, com. Băcești, Vovriești, În Cier Material: AR | Descriere avers: Cap bărbătesc spre stânga, stilizat Descriere revers: Călăreț și cal spre dreapta | Muzeul de Istorie a Moldovei, Iași | Cimec    |
|      | Monedă dacică de tip Huși-Vovriești | Datare: 2/2 sec. III a.Chr. - 1/2 sec. II a.Chr. Școală: Dacic Descoperit: jud. Vaslui, com. Băcești, Vovriești, În Cier Material: AR | Descriere avers: Capul lui Zeus cu barbă spre dreapta Descriere revers: Călăreț și cal în galop spre stânga, cu două contramărci | Muzeul de Istorie a Moldovei, Iași | Cimec    |
|      | Monedă dacică de tip Huși-Vovriești | Datare: 2/2 sec. III a.Chr. - 1/2 sec. II a.Chr. Școală: Dacic Descoperit: jud. Vaslui, com. Băcești, Vovriești, În Cier Material: AR | Descriere avers: Capul lui Zeus spre dreapta Descriere revers: Călăreț și cal spre stânga cu cinci tăieturi dintre care două la suprafață | Muzeul de Istorie a Moldovei, Iași | Cimec    |
|      | Monedă dacică de tip Huși-Vovriești | Datare: 2/2 sec. III a.Chr. - 1/2 sec. II a.Chr. Școală: Dacic Descoperit: jud. Vaslui, com. Băcești, Vovriești, În Cier Material: AR | Descriere avers: Capul lui Zeus cu barbă și cunună de lauri spre dreapta; apar unele deosebiri la redarea părului Descriere revers: Călărețul și calul în galop spre dreapta; ține o ramură și frâul. Sub cal un semn și în plus o tăietură mică, trei în total, în spatele călărețului legendă stilizată                   | Muzeul de Istorie a Moldovei, Iași | Cimec    |
|      | Monedă dacică de tip Huși-Vovriești | Datare: 2/2 sec. III a.Chr. - 1/2 sec. II a.Chr. Școală: Dacic Descoperit: jud. Vaslui, com. Băcești, Vovriești, În Cier Material: AR | Descriere avers: Capul lui Zeus spre dreapta Descriere revers: Călăreț și cal spre stânga; jos o tăietură și o contramarcă circulară | Muzeul de Istorie a Moldovei, Iași | Cimec    |
|      | Monedă dacică de tip Huși-Vovriești | Datare: 2/2 sec. III a.Chr. - 1/2 sec. II a.Chr. Școală: Dacic Descoperit: jud. Vaslui, com. Băcești, Vovriești, În Cier Material: AR | Descriere avers: Capul lui Zeus spre dreapta stilizat; buzele redate prin două globule; foarte stilizat Descriere revers: Călăreț și cal în galop spre dreapta; apar patru tăieturi și urme de cerc perlat; pe crupă două contramărci                                                                                       | Muzeul de Istorie a Moldovei, Iași | Cimec    |
|      | Monedă dacică de tip Huși-Vovriești | Datare: 2/2 sec. III a.Chr. - 1/2 sec. II a.Chr. Școală: Dacic Descoperit: jud. Vaslui, com. Băcești, Vovriești, În Cier Material: AR | Descriere avers: Capul lui Zeus spre dreapta Descriere revers: Călăreț și cal spre stânga; sub cal un X iar în fața calului o contramarcă | Muzeul de Istorie a Moldovei, Iași | Cimec    |
|      | Monedă dacică de tip Huși-Vovriești | Datare: 2/2 sec. III a.Chr. - 1/2 sec. II a.Chr. Școală: Dacic Descoperit: jud. Vaslui, com. Băcești, Vovriești, În Cier Material: AR | Descriere avers: Capul lui Zeus cu părul, barba și cununa altfel redate; cerc perlat Descriere revers: Călărețul și calul în galop spre dreapta; călărețul ține ramura în dreapta; pe gâtul calului o contramarcă; calul tăiat de o incizie                                                                                 | Muzeul de Istorie a Moldovei, Iași | Cimec    |
|      | Monedă dacică de tip Huși-Vovriești | Datare: 2/2 sec. III a.Chr. - 1/2 sec. II a.Chr. Școală: Dacic Descoperit: jud. Vaslui, com. Băcești, Vovriești, În Cier Material: AR | Descriere avers: Capul lui Zeus spre dreapta Descriere revers: Călăreț și cal spre stânga; o singură tăietură | Muzeul de Istorie a Moldovei, Iași | Cimec    |
|      | Monedă dacică de tip Huși-Vovriești | Datare: 2/2 sec. III a.Chr. - 1/2 sec. II a.Chr. Școală: Dacic Descoperit: jud. Vaslui, com. Băcești, Vovriești, În Cier Material: AR | Descriere avers: Capul lui Zeus spre dreapta; mult stilizat Descriere revers: Călăreț și cal spre stânga; trei contramărci diferite și o tăietură | Muzeul de Istorie a Moldovei, Iași | Cimec    |
|      | Monedă dacică de tip Huși-Vovriești | Datare: 2/2 sec. III a.Chr. - 1/2 sec. II a.Chr. Școală: Dacic Descoperit: jud. Vaslui, com. Băcești, Vovriești, În Cier Material: AR | Descriere avers: Capul lui Zeus cu barbă și cunună de lauri spre dreapta; mult stilizat Descriere revers: Călăreț cu calul în galop; mult stilizat; fără urme de legendă; două contramărci și două tăieturi | Muzeul de Istorie a Moldovei, Iași | Cimec    |
|      | Monedă dacică de tip Huși-Vovriești | Datare: 2/2 sec. III a.Chr. - 1/2 sec. II a.Chr. Școală: Dacic Descoperit: jud. Vaslui, com. Băcești, Vovriești, În Cier Material: AR | Descriere avers: Capul lui Zeus spre dreapta cu barbă Descriere revers: Cal și călăreț spre stânga; trei tăieturi și fără contramarcă | Muzeul de Istorie a Moldovei, Iași | Cimec    |
|      | Monedă dacică de tip Huși-Vovriești | Datare: 2/2 sec. III a.Chr. - 1/2 sec. II a.Chr. Școală: Dacic Descoperit: jud. Vaslui, com. Băcești, Vovriești, În Cier Material: AR | Descriere avers: Capul lui Zeus cu barbă și cunună de lauri spre dreapta; stilizat Descriere revers: Călăreț cu calul în galop spre dreapta; o singură contramarcă și două tăieturi | Muzeul de Istorie a Moldovei, Iași | Cimec    |
|      | Monedă dacică de tip Huși-Vovriești | Datare: 2/2 sec. III a.Chr. - 1/2 sec. II a.Chr. Școală: Dacic Descoperit: jud. Vaslui, com. Băcești, Vovriești, În Cier Material: AR | Descriere avers: Capul lui Zeus cu barbă și cunună de lauri spre dreapta; două globule în locul buzelor Descriere revers: Călăreț cu calul în galop spre stânga; sub cal un semn nedistinct și urmele de legendă mai șterse. Sub cal o incizie groasă.                                                                      | Muzeul de Istorie a Moldovei, Iași | Cimec    |
|      | Monedă dacică de tip Huși-Vovriești | Datare: 2/2 sec. III a.Chr. - 1/2 sec. II a.Chr. Școală: Dacic Descoperit: jud. Vaslui, com. Băcești, Vovriești, În Cier Material: AR | Descriere avers: Capul lui Zeus spre dreapta, care însă se distinge greu. Figura are în jur păstrat pe jumătate un cerc perlat Descriere revers: Călăreț cu calul în galop spre dreapta; două tăieturi | Muzeul de Istorie a Moldovei, Iași | Cimec    |
|      | Monedă dacică de tip Huși-Vovriești | Datare: 2/2 sec. III a.Chr. - 1/2 sec. II a.Chr. Școală: Dacic Descoperit: jud. Vaslui, com. Băcești, Vovriești, În Cier Material: AR | Descriere avers: Capul lui Zeus spre dreapta Descriere revers: Călăreț și cal spre stânga; o contramarcă și trei tăieturi | Muzeul de Istorie a Moldovei, Iași | Cimec    |
|      | Monedă dacică de tip Huși-Vovriești | Datare: 2/2 sec. III a.Chr. - 1/2 sec. II a.Chr. Școală: Dacic Descoperit: jud. Vaslui, com. Băcești, Vovriești, În Cier Material: AR | Descriere avers: Capul lui Zeus spre dreapta Descriere revers: Călăreț și cal spre dreapta; o contramarcă și o tăietură | Muzeul de Istorie a Moldovei, Iași | Cimec    |
|      | Monedă dacică de tip Huși-Vovriești | Datare: 2/2 sec. III a.Chr. - 1/2 sec. II a.Chr. Școală: Dacic Descoperit: jud. Vaslui, com. Băcești, Vovriești, În Cier Material: AR | Descriere avers: Capul lui Zeus spre dreapta Descriere revers: Călăreț și cal spre stânga; o singură tăietură | Muzeul de Istorie a Moldovei, Iași | Cimec    |
|      | Monedă dacică de tip Huși-Vovriești | Datare: 2/2 sec. III a.Chr. - 1/2 sec. II a.Chr. Școală: Dacic Descoperit: jud. Vaslui, com. Băcești, Vovriești, În Cier Material: AR | Descriere avers: Capul lui Zeus mult stilizat Descriere revers: Nu se vede nici calul și nici călărețul; se văd trei tăieturi și patru contramărci | Muzeul de Istorie a Moldovei, Iași | Cimec    |
|      | Monedă dacică de tip Huși-Vovriești | Datare: 2/2 sec. III a.Chr. - 1/2 sec. II a.Chr. Școală: Dacic Descoperit: jud. Vaslui, com. Băcești, Vovriești, În Cier Material: AR | Descriere avers: Capul lui Zeus spre dreapta Descriere revers: Călăreț și cal spre stânga; înaintea calului semne în formă de cerc; cinci contramărci și două tăieturi suprapuse în parte | Muzeul de Istorie a Moldovei, Iași | Cimec    |
|      | Monedă dacică de tip Huși-Vovriești | Datare: 2/2 sec. III a.Chr. - 1/2 sec. II a.Chr. Școală: Dacic Descoperit: jud. Vaslui, com. Băcești, Vovriești, În Cier Material: AR | Descriere avers: Capul lui Zeus spre dreapta Descriere revers: Călăreț și cal spre stânga; o contramarcă și o tăietură | Muzeul de Istorie a Moldovei, Iași | Cimec    |
|      | Monedă dacică de tip Huși-Vovriești | Datare: 2/2 sec. III a.Chr. - 1/2 sec. II a.Chr. Școală: Dacic Descoperit: jud. Vaslui, com. Băcești, Vovriești, În Cier Material: AR | Descriere avers: Capul lui Zeus spre dreapta Descriere revers: Călăreț și cal spre stânga; o singură tăietură | Muzeul de Istorie a Moldovei, Iași | Cimec    |
|      | Monedă dacică de tip Huși-Vovriești | Datare: 2/2 sec. III a.Chr. - 1/2 sec. II a.Chr. Școală: Dacic Descoperit: jud. Vaslui, com. Băcești, Vovriești, În Cier Material: AR | Descriere avers: Capul lui Zeus cu barbă și cunună de lauri spre dreapta Descriere revers: Călăreț cu calul în galop spre stânga; semn sub botul calului; pe pieptul și capul calului câte o contramarcă; trei tăieturi | Muzeul de Istorie a Moldovei, Iași | Cimec    |
|      | Monedă dacică de tip Huși-Vovriești | Datare: 2/2 sec. III a.Chr. - 1/2 sec. II a.Chr. Școală: Dacic Descoperit: jud. Vaslui, com. Băcești, Vovriești, În Cier Material: AR | Descriere avers: Capul lui Zeus spre dreapta Descriere revers: Călăreț și cal spre stânga; tăietură sub cal | Muzeul de Istorie a Moldovei, Iași | Cimec    |
|      | Monedă dacică de tip Huși-Vovriești | Datare: 2/2 sec. III a.Chr. - 1/2 sec. II a.Chr. Școală: Dacic Descoperit: jud. Vaslui, com. Băcești, Vovriești, În Cier Material: AR | Descriere avers: Capul lui Zeus spre stânga mult stilizat, cu părul căzut în plete pe spate; gura redată prin două globule Descriere revers: Călăreț cu calul în galop spre stânga; călărețul ține o ramură; în câmp dreapta, urme din legendă și tăietură                                                                  | Muzeul de Istorie a Moldovei, Iași | Cimec    |
|      | Monedă dacică de tip Huși-Vovriești | Datare: 2/2 sec. III a.Chr. - 1/2 sec. II a.Chr. Școală: Dacic Descoperit: jud. Vaslui, com. Băcești, Vovriești, În Cier Material: AR | Descriere avers: Capul lui Zeus spre dreapta Descriere revers: Cal și călăreț în galop spre dreapta; relieful tocit | Muzeul de Istorie a Moldovei, Iași | Cimec    |
|      | Monedă dacică de tip Huși-Vovriești | Datare: 2/2 sec. III a.Chr. - 1/2 sec. II a.Chr. Școală: Dacic Descoperit: jud. Vaslui, com. Băcești, Vovriești, În Cier Material: AR | Descriere avers: Capul lui Zeus spre dreapta; două tăieturi și o adâncitură circulară Descriere revers: Cal și călăreț spre dreapta; sus urme de legendă | Muzeul de Istorie a Moldovei, Iași | Cimec    |